# Jessica Aguilar
Jessica Aguilar (Poza Rica, 8 de maio de 1982) é um lutadora mexicana-americana de artes marciais mistas. Atualmente compete pelo UFC, mas já foi atleta do World Series of Fighting onde foi campeã Peso Palha. Ela também já lutou no Bellator MMA, onde chegou ás semifinais do Torneio de 51 kg.

## Carreira no MMA
Aguilar fez sua estréia no MMA em 18 de Fevereiro de 2006 no Absolute Fighting Championships 15. Ela enfrentou Lisa Ellis e foi derrotada por finalização com um mata leão no segundo round.
Em 17 de Fevereiro de 2007, Aguilar enfrentou a wrestler japonesa Sumie Sakai no Combat Fighting Championship 3. Ela derrotou Sakai por decisão unânime.
Aguilar enfrentou Valerie Coolbaugh em 5 de Março de 2010 no Action Fight League: Rock-N-Rumble 2. Ela derrotou Coolbaugh por finalização devido a um triângulo no segundo round.
Aguilar retornou ao Action Fight League em 4 de Junho de 2010 no Rock-N-Rumble 3. Ela derrotou Catia Vitoria por nocaute técnico no primeiro round.
Em 23 de Junho de 2010, Bellator Fighting Championships anunciou que Aguilar havia assinado para participar do Torneio de 51 kg Feminino do Bellator.
Aguilar fez sua estréia no Bellator no Bellator 24 em 12 de Agosto de 2010. Ela derrotou Lynn Alvarez foi finalização no primeiro round para avançar as semifinais do Torneio do Bellator.
Em 30 de Setembro de 2010, Aguilar enfrentou Zoila Frausto Gurgel no Bellator 31. Ela foi derrotada por uma decisão dividida polêmica, tendo dominado maior parte da luta.
Aguilar era esperada para fazer sua estréia no JEWELS no Japão em 11 de Março de 2011 contra Ayaka Hamasaki, mas o evento foi cancelado devido ao Sismo e tsunami de Tohoku de 2011.
Em 25 de Junho de 2011, Aguilar retornou ao Bellator e enfrentou Carla Esparza no Bellator 46. Ela derrotou Esparza por decisão dividida.
Aguilar aceitou a revanche contra Zoila Frausto Gurgel em uma luta não válida pelo título em um evento do Bellator no fim de Outubro. Porém, ela se retirou da luta devido a uma recuperação prolongada de uma cirurgia no pé após a vitória de Junho sobre Esparza.
Aguilar enfrentou Lisa Ellis em uma revanche da sua estréia no Bellator 58 em 19 de Novembro de 2011. Ela não atingiu o peso para a luta, mas venceu por decisão unânime.
Aguilar em seguida enfrentou Patricia Vidonic no Fight Time Promotions 8 em 17 de Fevereiro de 2012. Ela derrotou Vidonic por decisão unânime.
Aguilar retornou ao Bellator para enfrentar Megumi Fujii no Bellator 69 em 18 de Maio de 2012. Ela derrotou Fujii por decisão unânime.
Em 28 de Março de 2013, Aguilar enfrentou Patricia Vidonic em uma revanche no Bellator 94. Ela venceu a equilibrada luta por decisão dividida.
Junto com Jessica Eye, Aguilar foi demitida do Bellator em 13 de Agosto de 2013. Aguilar e Eye foram as últimas mulheres restantes na lista de lutadores do Bellator.
Aguilar enfrentou Megumi Fujii em uma revanche no Vale Tudo Japan 3rd em 5 de Outubro de 2013 em Tóquio, Japão. Aguilar inicialmente venceu a luta por nocaute técnico quando o médico interrompeu a luta após o segundo round devido a uma lesão no olho de Fujii, causada por golpes acidentais no olho. O resultado da luta depois foi mudado para vitória de Aguilar por decisão técnica majoritária.

### World Series of Fighting
Foi anunciado em 11 de Novembro de 2013 que Aguilar havia assinado com World Series of Fighting, se tornando a primeira mulher a assinar com a promoção.
Aguilar fez sua estréia no WSOF em 18 de Janeiro de 2014 quando enfrentou Alida Gray no WSOF 8 pelo Cinturão Peso Palha Feminino do WSOF. Ele venceu a luta por finalização no primeiro round para se tornar a primeira campeã feminina da promoção.
Em sua primeira defesa de título, Aguilar enfrentou Emi Fujino em 21 de Junho de 2014 no WSOF 10. Ela venceu a luta por decisão unânime.
Ela fez sua última defesa de cinturão contra Kalindra Faria em 15 de Novembro de 2014 no WSOF 15. Ela a venceu por decisão unânime.

### Ultimate Fighting Championship
Sua estréia na organização foi contra Claudia Gadelha em 1 de Agosto de 2015 no UFC 190. Ela foi derrotada por decisão unânime, quebrando sua sequência de vitórias de anos seguidos. Em 30 de março de 2019, foi novamente derrotada por decisão unânime contra Marina Rodriguez

## Vida Pessoal
Fora das artes marciais mistas, Aguilar atualmente gerencia o desenvolvimento de franquia para a cadeia Boca Tanning Club, na Florida. Ela é lésbica assumida e vive com sua namorada desde 2012.

## Títulos

### Artes Marciais Mistas
- Bellator MMA
  - Semifinalista do Torneio de 51 kg Feminino da 3ª Temporada do Bellator
- Women's MMA Awards
  - Peso Mosca Feminina do Ano de 2011
  - Lutadora Favorita dos Fãs de 2010
  - Lutadora de MMA da Florida de 2012
- World Series of Fighting
  - Título Peso Palha Feminino do WSOF

### Grappling
- Federação Internacional de Lutas Associadas
  - Medalhista de Ouro Feminina do Campeonato Mundial de Sênior Sem Kimono da FILA de 2010
  - Medalhista de Ouro Feminina do Campeonato Mundial de Sênior da FILA de 2009
  - Medalhista de Ouro Feminina do Campeonato Mundial de Sênior Sem Kimono da FILA de 2009

## Cartel no MMA
| Cartel no MMA   |             |            |
| 28 lutas        | 20 vitórias | 8 derrotas |
| Por nocaute     | 2           | 0          |
| Por finalização | 8           | 2          |
| Por decisão     | 10          | 6          |

| Res.    | Cartel | Oponente          | Método                              | Evento                                  | Data       | Round | Tempo | Local                       | Notas                                            |
| ------- | ------ | ----------------- | ----------------------------------- | --------------------------------------- | ---------- | ----- | ----- | --------------------------- | ------------------------------------------------ |
| Derrota | 20-8   | Marina Rodriguez  | Decisão (unânime)                   | UFC on ESPN: Barboza vs. Gaethje        | 30/03/2019 | 3     | 5:00  | Filadélfia, Pensilvânia     |                                                  |
| Derrota | 20-7   | Zhang Weili       | Finalização (chave de braço)        | UFC Fight Night: Blaydes vs. Ngannou II | 24/11/2018 | 1     | 3:41  | Pequim                      |                                                  |
| Vitória | 20-6   | Jodie Esquibel    | Decisão (unânime)                   | UFC Fight Night: dos Santos vs. Ivanov  | 14/07/2018 | 3     | 5:00  | Boise, Idaho                |                                                  |
| Derrota | 19-6   | Cortney Casey     | Decisão (unânime)                   | UFC 211: Miocic vs dos Santos II        | 13/05/2017 | 3     | 5:00  | Dallas, Texas               |                                                  |
| Derrota | 19-5   | Cláudia Gadelha   | Decisão (unânime)                   | UFC 190: Rousey vs. Correia             | 01/08/2015 | 3     | 5:00  | Rio de Janeiro              | Estreia no UFC.                                  |
| Vitória | 19-4   | Kalindra Faria    | Decisão (unânime)                   | WSOF 15                                 | 15/11/2014 | 5     | 5:00  | Tampa, Florida              | Defendeu o Cinturão Peso Palha Feminino do WSOF. |
| Vitória | 18-4   | Emi Fujino        | Decisão (unânime)                   | WSOF 10                                 | 21/06/2014 | 5     | 5:00  | San Jose, California        | Defendeu o Cinturão Peso Palha Feminino do WSOF. |
| Vitória | 17-4   | Alida Gray        | Finalização (triângulo de braço)    | WSOF 8                                  | 18/01/2014 | 1     | 2:45  | Hollywood, Florida          | Ganhou o Cinturão Peso Palha Feminino do WSOF.   |
| Vitória | 16-4   | Megumi Fujii      | Decisão Técnica (majoritária)       | Vale Tudo Japan 3rd                     | 05/10/2013 | 2     | 5:00  | Tóquio                      |                                                  |
| Vitória | 15-4   | Patricia Vidonic  | Decisão (dividida)                  | Bellator 94                             | 28/03/2013 | 3     | 5:00  | Tampa, Florida              |                                                  |
| Vitória | 14-4   | Megumi Fujii      | Decisão (unânime)                   | Bellator 69                             | 18/05/2012 | 3     | 5:00  | Lake Charles, Louisiana     |                                                  |
| Vitória | 13-4   | Patricia Vidonic  | Decisão (unânime)                   | Fight Time Promotions 8                 | 17/02/2012 | 3     | 5:00  | Fort Lauderdale, Florida    |                                                  |
| Vitória | 12-4   | Lisa Ellis        | Decisão (unânime)                   | Bellator 58                             | 19/11/2011 | 3     | 5:00  | Hollywood, Florida          |                                                  |
| Vitória | 11-4   | Carla Esparza     | Decisão (dividida)                  | Bellator 46                             | 25/06/2011 | 3     | 5:00  | Hollywood, Florida          |                                                  |
| Vitória | 10–4   | Elsie Zwicker     | Finalização (chave de braço)        | G-Force Fights: Bad Blood 4             | 18/11/2010 | 1     | 1:22  | Coral Gables, Florida       |                                                  |
| Derrota | 9–4    | Zoila Frausto     | Decisão (dividida)                  | Bellator 31                             | 30/09/2010 | 3     | 5:00  | Lake Charles, Louisiana     | Semifinal do Torneio Feminino da 3ª Temporada.   |
| Vitória | 9–3    | Lynn Alvarez      | Finalização (triângulo de braço)    | Bellator 24                             | 12/08/2010 | 1     | 4:01  | Hollywood, Florida          | Quartas de Final do Feminino da 3ª Temporada.    |
| Vitória | 8–3    | Catia Vitoria     | TKO (socos)                         | Action Fight League: Rock-N-Rumble 3    | 04/06/2010 | 1     | 4:17  | Hollywood, Florida          |                                                  |
| Vitória | 7–3    | Valerie Coolbaugh | Finalização (triângulo)             | Action Fight League: Rock-N-Rumble 2    | 05/03/2010 | 2     | 3:28  | Hollywood, Florida          |                                                  |
| Vitória | 6–3    | Amanda Duvall     | Finalização (katagatame)            | Unconquered 1: November Reign           | 20/11/2009 | 2     | 1:32  | Coral Gables, Florida       |                                                  |
| Derrota | 5–3    | Angela Magana     | Decisão (majoritária)               | HOOKnSHOOT: GFight 2009 Grand Prix      | 16/01/2009 | 3     | 3:00  | Evansville, Indiana         | Quartas de Final do GP de 115 lbs do HOOKnSHOOT. |
| Vitória | 5–2    | Angela Magana     | Finalização Verbal (sangue no olho) | WFC 6: Battle in the Bay                | 22/03/2008 | 3     | 1:53  | Tampa, Florida              |                                                  |
| Derrota | 4–2    | Carina Damm       | Decisão (unânime)                   | BodogFight: Vancouver                   | 25/08/2007 | 3     | 5:00  | Vancouver, British Columbia |                                                  |
| Vitória | 4–1    | Angela Magana     | Finalização (chave de braço)        | WFC 3: Turf Wars                        | 07/04/2007 | 1     | 3:09  | Tampa, Flórida              |                                                  |
| Vitória | 3–1    | Sumie Sakai       | Decisão (unânime)                   | Combat Fighting Championship 3          | 17/02/2007 | 3     | 5:00  | Orlando, Flórida            |                                                  |
| Vitória | 2–1    | Tamera Arnold     | Finalização (guilhotina)            | Combat Fighting Championship 2          | 23/09/2006 | 2     | 4:40  | Orlando, Flórida            |                                                  |
| Vitória | 1–1    | Lindsay Ketchum   | TKO (interrupção do córner)         | Combat Fighting Championship 1          | 15/07/2006 | 1     | 5:00  | Orlando, Flórida            |                                                  |
| Derrota | 0–1    | Lisa Ellis        | Finalização (mata-leão)             | Absolute Fighting Championships 15      | 18/02/2006 | 2     | 2:53  | Fort Lauderdale, Flórida    |                                                  |